# Lacrumae Danielis Naborovi
Lacrumae Danielis Naborovi in obitum Reverendi viri, virtute, pietate, doctrina incomparabilis, Domini Amandi Polani a Polansdorf, S[acro] S[anctae] Theologiae Doctoris et in inclyta Basileensi Academia Professoris celeberrimi, ibidem magna reip[ublicae] literariae iactura pie in Christo defuncti anno s[alutis] MDCX XV. Kal[endas] Augusti – pełny tytuł barokowego łacińskiego cyklu poezji funeralnej Daniela Naborowskiego, poświęconego śmierci kalwińskiego teologa Amandusa Polanusa von Polansdorf (1561–1610).
Na cykl Lacrumae... składa się siedem utworów wierszowanych i jeden prozatorski. Opublikowane zostały w bazylejskiej drukarni Konrada Waldkircha w postaci czterostronicowej broszury. Jedyny zachowany egzemplarz tego cyklu przechowywany jest w Bibliotece Uniwersyteckiej w Bazylei (sygnatura Ki. Ar. G. V. 3).
Naborowski prawdopodobnie poznał osobiście kalwińskiego teologa podczas swojego kilkuletniego pobytu w Bazylei (przebywał tam od 1608 roku), lub nawet wcześniej – podczas studiów na Uniwersytecie Bazylejskim w latach 1593–1595, gdzie Polanus wykładał Stary Testament.

## Konstrukcja cyklu
Pierwszym utworem cyklu jest wiersz pisany dystychem elegijnym, poświęcony Piotrowi Gorajskiemu. Gorajski wysłał do Naborowskiego list zawierający pozdrowienia dla teologa, jednak nie zdążyły one zostać przekazane Polanusowi. Poeta odpowiada więc Gorajskiemu w postaci wiersza informując o śmierci i prosząc o żałobę.
Drugim tekstem jest utwór prozatorski, przypominający napis nagrobny, konwencjonalny pod względem treści (zob. epitafium). Adresatem wypowiedzi jest przechodzień, który ma zadumać się nad prochami zmarłego. Występują w nim metafory, hiperbole, patos.
Utwór trzeci został podzielony na trzy części opatrzone liczbami rzymskimi. Część I, zatytułowana Ad defunctum, pisana dystychem elegijnym, to monolog skierowany do zmarłego, zawierający pytania retoryczne i wykrzyknienia. Jako jeden z opłakujących śmierć Polanusa został wymieniony Johann Jacob Grynaeus (1540–1617). Był to także teolog, pracujący na Uniwersytecie Bazylejskim. Ponadto był ojcem żony Polanusa. W tym utworze występują liczne gry słowne i powtórzenia.
Część II, zatytułowana De obitu eiusdem. Ad Reverendum Senem, Dominum Ioan[nem] Iacobum Grynaeum, Theologum Basileensem summum zwrócona jest już bezpośrednio do Grynaeusa. Utwór skonstruowany jest jako typowe consolatio (zob. epicedium), mające pocieszyć starszego profesora teologii po śmierci zięcia. Autor przywołuje antycznych bogów, co jest typowym zabiegiem barokowym. Parafrazuje także fragment Drugiego listu do Tymoteusza św. Pawła, w którym apostoł podsumowuje własne życie.
W tej części autor zastosował budowę strofy archilochejskiej II, a całość składa się z 36 wersów. Użyto tu więcej figur poetyckich niż w poprzedniej części (powtórzenia, metafory, inwersje). Utwór kończy się panegirykiem na cześć Grynaeusa.
Część III, o tytule Ode. Ad virum praestantissimum, Dominum Gvilhelmum Fabricium Hildanum, defuncti amicum intimum. De eodem. III, została skierowana do Wilhelma Fabrycego Hildana. Był to przyjaciel zmarłego Polanusa, z wykształcenia lekarz. W utworze został wymieniony jednak tylko raz, bowiem pierwsze trzy zwrotki zostały poświęcone ogólnym kwestiom moralno-politycznym. Naborowski zawarł w nich aluzje do niedawnych śmierci dwóch królów francuskich: Henryka IV Burbona (został zabity przez fanatycznego katolika François Ravaillaca) i Henryka III Walezego (zginął z ręki dominikanina Jacques'a Clémenta). Po tym fragmencie utwór przechodzi w typowe consolatio. Całość (48 wersów) została napisana strofą alcejską.
Pod względem gatunkowym część III to liryka apelu: występuje zwrot do "czasów", następnie do Fabrycego Hildana, a w końcowych wersach do Boga. Autor antropomorfizuje pojęcia abstrakcyjne oraz personifikuje Bezbożność, Pobożność, Wiarę, Szczerość, Prawdę. Tekst jest nasycony epitetami, co podkreśla emocjonalność i przesadę wypowiedzi poetyckiej.
Szóstym utworem z cyklu Lacrumae... jest dystych elegijny o tytule In tumulum eiusdem, będący poetyckim życiorysem zmarłego. Barokowy koncept tego utworu polega na tym, że miejsca (np. miasta) są personifikowane i "walczą" o Polanusa, wydzierając go sobie nawzajem. W ostateczności zwycięża niebo.
Przedostatnim utworem jest Epilogus.Ad Ill[ustrissimam] et Generosam Juventutem, Dominos Pronscios, Dominum Czurilum, Dominos Svatpelkos, defuncti discipulos (również dystych elegijny), skierowany do polskich studentów Polanusa: Juliusza Eliasza i Aleksandra Oktawiana Prońskich, Andrzeja Czuryło, oraz Piotra i Samuela Światopełków. Studiowali oni na Uniwersytecie Bazylejskim od listopada 1608 roku. Według zamysłu autora mają dawać świadectwo doskonałości Polanusa. W utworze występuje także kolejna parafraza św. Pawła (List do Filipian). Środki poetyckie są oszczędne, występują inwersje i chiazm.
Ostatnim, ósmym utworem jest dwuwers Distichon Chronologicum, czyli chronostych.